# Croton myriaster
Espèce
Croton myriaster est une espèce de plantes à fleurs du genre Croton et de la famille des Euphorbiaceae présente au centre de Madagascar.
Il a pour synonymes :
- Croton calomeris, Baill., 1890
- Croton myriaster var. austromadecassus, Leandri, 1939